# 山中不動
山中不動（やまなかふどう）は、岐阜県各務原市各務東町にある寺院である。山中不動院、山中不動明王ともいう。正式には「天野山　山中不動院」という。
本尊は不動明王。美濃三不動（迫間不動・日之出不動・山中不動）のひとつである。

## 概略
嘉祥年間（850年頃）、この地で不動明王の石像が刻まれたという。以降、この不動明王像のある山自体が信仰の地域であったという。
1913年（大正2年）、風雨にさらされていた不動明王像を保護するために祠が築かれる。1932年（昭和7年）に拝殿が築かれ、天野山　山中不動院となる。
1938年（昭和13年）に本堂が築かれる。

## 交通

### 公共交通機関
- 名鉄各務原線 苧ヶ瀬駅より徒歩で約45分。

### 自動車
- 国道21号「おがせ町」交差点を北上、約3km（岐阜県道205号長森各務原線（おがせ街道）・各務原パークウェイ経由）。